# Dębina (Jelcz-Laskowice)
Dębina (deutsch Groß Dupine, auch Groß Duppine, 1936–1945 Groß Eichau) ist ein Ort in der Gmina Jelcz-Laskowice im Powiat Oławski der Woiwodschaft Niederschlesien in Polen.

## Geographie
Das Straßendorf Dębina liegt sieben Kilometer nordöstlich von Jelcz-Laskowice (Jeltsch-Laskowitz), etwa 18 Kilometer nordöstlich von Oława (Ohlau) und rund 32 Kilometer südöstlich von Breslau in der Nizina Śląska (Schlesische Tiefebene). Umgeben ist der Ort von weitläufigen Waldgebieten.
Nachbarort von Dębina ist im Süden Chwałowice (Quallwitz).

## Geschichte

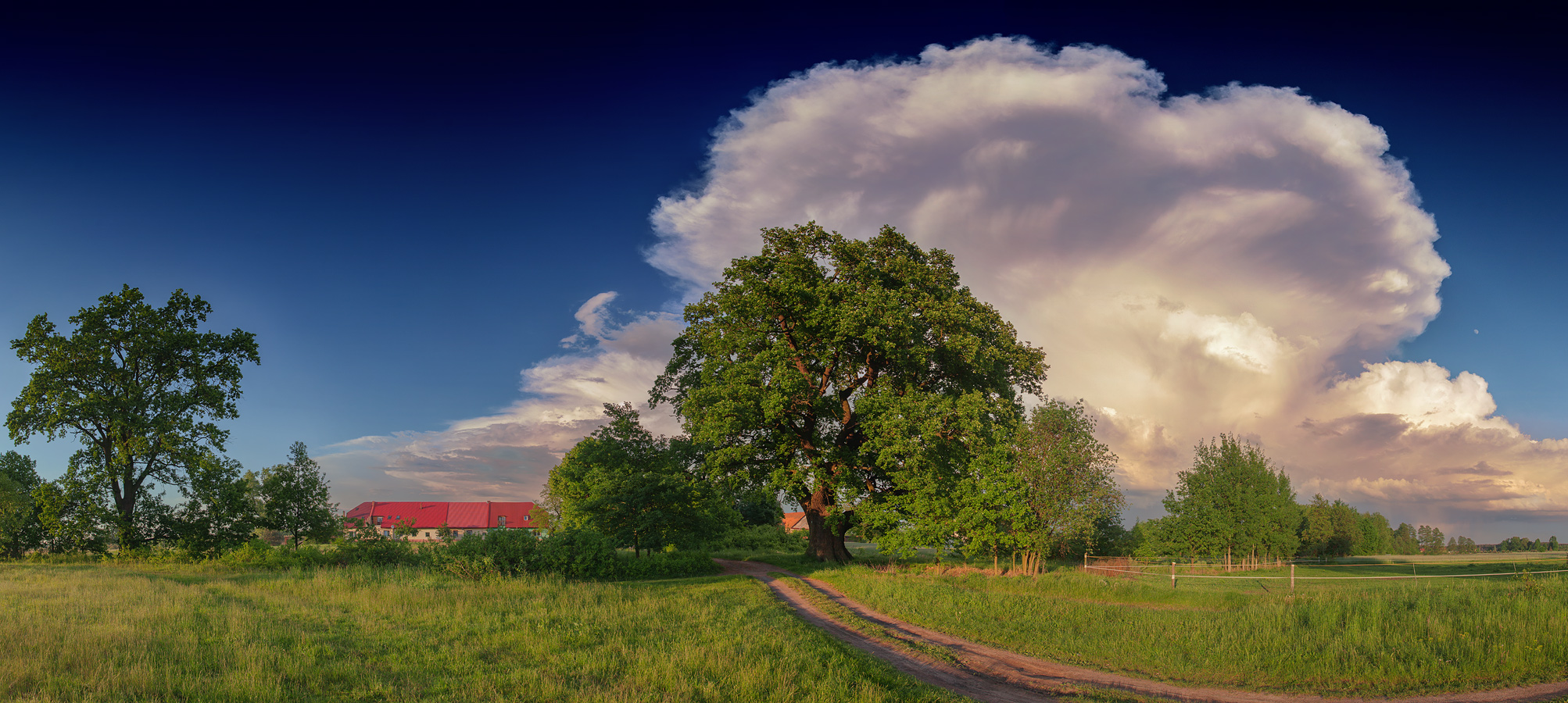
Blick auf Dębina mit Naturdenkmal Eiche

Groß Dupine wurde um 1600 gegründet und gehörte dem schlesischen Adelsgeschlecht Prittwitz. Nach dem Ersten Schlesischen Krieg 1742 fiel Groß Dupine zusammen mit dem größten Teil Schlesiens an Preußen. 1783 zählte der Ort zwei Vorwerke, 49 Gärtner- und Häuslerstellen sowie 240 Einwohner.
Nach der Neugliederung Preußens gehörte die Landgemeinde Groß Dupine ab 1815 zur Provinz Schlesien und war ab 1816 dem Landkreis Ohlau eingegliedert, mit dem sie bis 1945 verbunden blieb. 1874 wurde der Amtsbezirk Laskowitz gegründet, dem die Landgemeinden Birksdorf, Daupe, Groß Duppine, Laskowitz, Quallwitz und Trattaschine sowie die Gutsbezirke Daupe, Forst, Duppine und Laskowitz eingegliedert wurden. 1885 zählte der Ort 326 Einwohner. 1933 zählte Groß Dupine 365 Einwohner.
Am 10. Dezember 1936 wurde der Ortsname in Groß Eichau geändert. 1939 lag die Einwohnerzahl 314.
Als Folge des Zweiten Weltkriegs fiel Groß Dupine wie fast ganz Schlesien 1945 an Polen, wurde in Dębina umbenannt und der Woiwodschaft Breslau angegliedert. Die deutsche Bevölkerung wurde, soweit sie nicht vorher geflohen war, weitgehend vertrieben. Die neu angesiedelten Bewohner waren teilweise Zwangsumgesiedelte aus Ostpolen, das an die Sowjetunion gefallen war. Seit 1999 gehört Dębina zum Powiat Oławski.

## Sehenswürdigkeiten
- Wegekapelle mit Holzkreuz
- Naturdenkmal Eiche

## Vereine
- Freiwillige Feuerwehr OSP Dębina